# NGC 6492
NGC 6492 is een spiraalvormig sterrenstelsel in het sterrenbeeld Pauw. Het hemelobject werd op 22 juli 1835 ontdekt door de Britse astronoom John Herschel.

## Synoniemen
- ESO 102-22
- AM 1757-662
- IRAS 17576-6625
- PGC 61315